# Melitturga clavicornis
Melitturga clavicornis är en biart som först beskrevs av Pierre André Latreille 1808.  Melitturga clavicornis ingår i släktet Melitturga och familjen grävbin. Inga underarter finns listade i Catalogue of Life.

## Bildgalleri

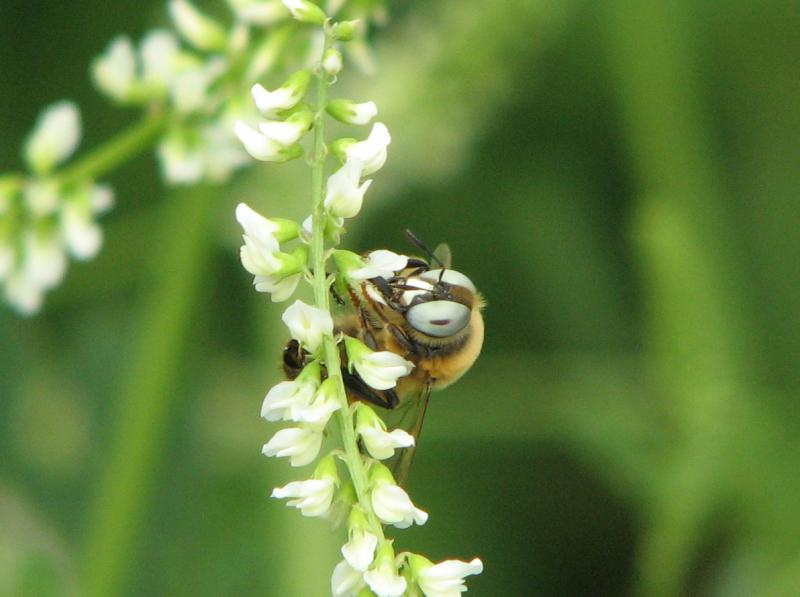